# 2017. augusztus 21-i napfogyatkozás

Animáció a napfogyatkozásról. Az árnyékfolt közepén mozgó kis fekete folt jelzi a totalitás aktuális helyét

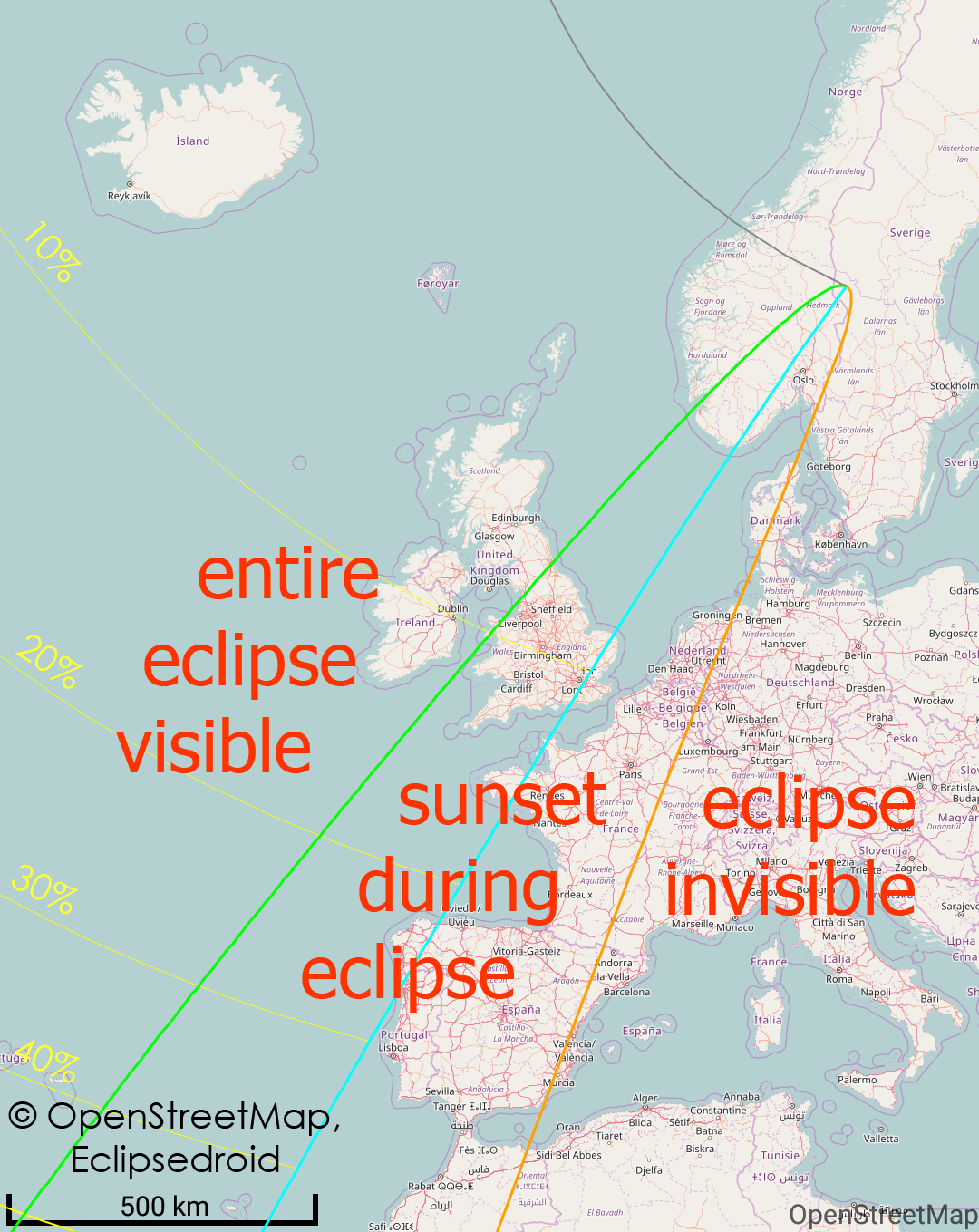
A részleges napfogyatkozás láthatósága Európában. A zöld vonaltól nyugatra a napfogyatkozás teljes egészében látható volt, a barna vonaltól keletre nem volt látható a jelenség, a köztes zónában pedig a napfogyatkozás alatt volt a naplemente

2017. augusztus 21-én teljes napfogyatkozás volt az Egyesült Államokban, valamint a Csendes-óceán és az Atlanti-óceán egy részén, egy körülbelül 110 km szélességű sávban. Az amerikai kontinens és Nyugat-Európa egyes részein részleges napfogyatkozásként volt megfigyelhető a jelenség. A napfogyatkozás kezdete (egyezményes koordinált világidő szerint) 15:46:48. A totalitás először 16:48:32-kor volt látható és 20:01:35-ig tartott. A napfogyatkozás 21:04:19-kor ért véget. Magyarországról a jelenség nem volt látható.